# I Can Get It for You Wholesale
I Can Get It for You Wholesale: Original Broadway Cast Recording contém as canções do musical da Broadway "I Can Get It for You Wholesale" com letra e música de Harold Rome. Contém o solo da cantora e atriz Barbra Streisand: Miss Marmelstein, que tornou-se a canção mais memorável do show.
O musical foi produzido por David Merrick, tem música e letra de Harold Rome e livro de Jerome Weidman, baseado em seu romance de 1937, de mesmo título. Marca a estreia de Streisand na Broadway, que àquela altura estava com 19 anos. Sua performance foi indicada ao Tony Award de Melhor Performance de Atriz Coadjuvante em um Musical.
A história se passa no bairro Garment District, na cidade de Nova York, em 1937, durante a Grande Depressão, e as músicas utilizam harmonias judaicas tradicionais, evocativas do cenário e do período do show.
No encarte de Just for the Record..., de 1991, Streisand lembra: "Minha primeira audição para o show foi na manhã seguinte ao Dia de Ação de Graças, em 1961. Como a ação ocorreu na década de 1930, apareci com um casaco de pele dos anos 30 que comprei em um brechó por US $10. Eu cantei três músicas, incluindo minha nova, "A Sleepin' Bee". Eles pediram-me para voltar e deram-me "Miss Marmelstein" para aprender para minha segunda audição, algumas horas depois".
Em entrevista, Harold Rome disse: "O número de 'Miss Marmelstein' foi escrito antes da escalação de Barbra Streisand para o papel, mas sua parte foi ampliada. Quando alguém é tão bom assim... você tenta usá-lo o máximo possível".
A gravação do elenco original foi lançada pela Columbia Records. De acordo com Gary Marmorstein, a "Columbia queria muito I Can Get it For You Wholesale de Harold Rome. Como um incentivo, Roma [Goddard] Lieberson se ofereceu para gravar a versão do vigésimo quinto aniversário de seu show do International Ladies' Garment Workers' Union, o Pins and Needles".
Comercialmente, o álbum atingiu a posição de número 125, na lista de álbuns mais vendidos dos Estados Unidos, Billboard 200. Permaneceu cinco semanas na tabela.
Em relação a crítica especializada em música, recebeu duas estrelas de cinco, de William Ruhlmann, do site AllMusic que em sua resenha, escreveu que o disco só é lembrado única e exclusivamente talento de Streisand, uma vez que o show, segundo ele, é "um conto sem charme de um empresário sem escrúpulos interpretado por Elliott Gould", de natureza medíocre.
Em 1993 foi lançado no formato compact disc (CD). No Brasil, o lançamento ocorreu em 1994, através da série Best Price Gold, da Sony Music, que levou as lojas CDs com preços mais acessíveis. Intitulada "Barbra Streisand Collection" aconteceu junto com outros 10 CDs de sua discografia.

## Lista de faixas
Todas as canções compostas por Harold Rome. Créditos adaptados do site AllMusic.
| N.º | Título                           | Intérprete                                                             | Duração |  |
| 1.  | "Overture"                       |                                                                        | 1:27    |  |
| 2.  | "I'm Not A Well Man"             | Barbra Streisand e Jack Kruschen                                       | 2:21    |  |
| 3.  | "The Way Things Are"             | Elliot Gould                                                           | 1:41    |  |
| 4.  | "When Gemini Meets Capricorn"    | Marilyn Cooper e Elliot Gould                                          | 2:48    |  |
| 5.  | "Momma, Momma, Momma"            | Elliot Gould e Lillian Roth                                            | 2:57    |  |
| 6.  | "The Sound Of Money"             | Elliot Gould e Sheree North                                            | 4:15    |  |
| 7.  | "Too Soon"                       | Lillian Roth                                                           | 3:05    |  |
| 8.  | "The Family Way"                 | Elliot Gould, Lillian Roth, Marilyn Cooper, Ken LeRoy e Bambi Linn     | 3:08    |  |
| 9.  | "Who Knows?"                     | Marilyn Cooper                                                         | 3:41    |  |
| 10. | "Ballard Of The Garment Trade"   | Barbra Streisand, Elliot Gould, Marilyn Cooper, Ken LeRoy e Bambi Linn | 3:25    |  |
| 11. | "Have I Told You Lately?"        | Ken LeRoy e Bambi Linn                                                 | 3:10    |  |
| 12. | "A Gift Today"                   | Elliot Gould, Lillian Roth, Marilyn Cooper, Ken LeRoy e Bambi Linn     | 3:55    |  |
| 13. | "Miss Marmelstein"               | Barbra Streisand                                                       | 3:22    |  |
| 14. | "A Funny Thing Happened"         | Elliot Gould e Marilyn Cooper                                          | 2:38    |  |
| 15. | "What's In It For Me?"           | Harold Lang                                                            | 1:57    |  |
| 16. | "Eat A Little Something"         | Elliot Gould e Lillian Roth                                            | 2:10    |  |
| 17. | "What Are They Doing To Us Now?" | Barbra Streisand                                                       | 7:11    |  |

## Tabelas

### Tabela semanal
| Tabela musical (1962)          | Melhor posição |
| ------------------------------ | -------------- |
| Estados Unidos (Billboard 200) | 125            |